# Laurera gigantospora
Laurera gigantospora är en lavart som först beskrevs av Johannes Müller Argoviensis, och fick sitt nu gällande namn av Alexander Zahlbruckner. Laurera gigantospora ingår i släktet Laurera och familjen Trypetheliaceae.   Inga underarter finns listade i Catalogue of Life.